# Iperplasia condilare
Per  iperplasia condilare unilaterale (UCH) in campo medico, si intende un'anomalia a carico del processo che riguarda il condilo mandibolare, provocando un'asimmetria facciale.

## Diagnosi differenziale
Manifestazioni simili le si riscontrano anche in caso di condroma ed osteocondroma, la differenza è nella velocità con cui si manifesta tale anomalia.

## Diagnosi
L'esame clinico è il metodo migliore per diagnosticare la UCH, seguito da esami radiografici (TC Cone Beam) e della scintigrafia ossea SPECT (tomografia computerizzata a emissione di positroni singole).
La SPECT è utile soprattutto per valutare l'attività del metabolismo osseo condilare, quando viene dimostrata una differenza di attività, tra i due condili mandibolari, superiore al 10%.

## Sintomatologia
Fra i sintomi e i segni clinici ritroviamo asimmetria del viso, fino al prognatismo e disfunzioni temporo-mandibolari.

## Eziologia
Le cause sono sconosciute.
L'iperplasia condilare unilaterale può verificarsi a qualsiasi età e anche dopo il periodo di crescita. Precedenti studi hanno confermato una predominanza femminile, ma non è stata ancora dimostrata alcuna correlazione tra il lato interessato e il sesso del paziente.
Alcuni autori hanno ipotizzato, come possibili eziologie, disturbi endocrini, iperattività metabolica, traumi, artrosi e cause genetiche.

## Terapia
Esistono opinioni diverse sul trattamento chirurgico della Iperplasia Condilare.
Molti studi considerano la condilectomia alta come il miglior trattamento per la patologia attiva, con risultati prevedibili ma Farinã et al. hanno dimostrato come la condilectomia proporzionale riduca la necessità di chirurgia ortognatica secondaria.